# Bâtiment de l'hôtel Emmaus
Le Bâtiment de l'hôtel Emmaus (finnois : Hotelli Emmauksen talo) est un bâtiment de style fonctionnaliste construit dans le quartier de Kyttälä à Tampere en Finlande,.

## Histoire

### Hôtel Wasa
En 1883, Nikolai Bauer fonde l'hôtel Wasa en face de la gare de Tampere.
Nikolai Bauer avait quitté Saint-Pétersbourg pour Tampere en 1876 après avoir achété l'hôtel-restaurant Seurahuone de Tampere.
L'hôtel Wasa, conçu par Frans Ludvig Calonius, comprend un bâtiment d'angle de deux étages et des maisons en bois d'un étage au croisement des rues Rautatienkatu  et Hämeenkatu.

### Hospice Emmaus
En 1907, quand Tampere applique la loi de prohibition de l'alcool, Nikolai Bauer vend son hôtel à un consortium regroupant l'Association chrétienne de jeunes gens, l'Association Chrétienne des Jeunes Femmes et la Mission municipale.
En septembre 1907, les associations ouvrent l'hospice Emmaus.
Très vite, l s'avere necessaire de construire plus de chambres.
En 1919, un concours d'architecte est lancé pour un nouveau bâtiment plus grand.
Le concours est remporté par Kauno Kallio mais le projet ne se réalisera pas.
En 1923, un bâtiment supplémentaire de quatre étages est bâti dans la cour selon les plans de Heikki Tiitola.
En 1932, pendant les travaux de construction de la nouvelle gare de Tampere les rues Hämeenkatu et Rautatienkatu doivent être élargies.
Plutôt que de modifier les bâtiments existants, la direction de l’hôtel décide de construire un nouvel hôtel à la place des anciens bâtiments.
L'appel à projets d'architecte est remporté par Bertel Strömmer et Heikki Tiitola.
Les travaux de construction de l'hôtel de 117 chambres durent de 1935 à 1937. C'est le premier bâtiment fonctionnaliste de Tampere. Le consortium d'associations possédera l'hôtel jusqu'en 1982.

### Hôtel Scandic
En 1982, l'hôtel est vendu au groupe Scandic qui le gère de nos jours.
L’hôtel appelé Scandic Tampere City était agrandi et possède actuellement 263 chambres.